# В склепе
«В склепе» (англ. In the Vault), в другом переводе «Склеп» — рассказ американского писателя Говарда Филлипса Лавкрафта, написанный 18 сентября 1925 года и впервые опубликованный в выпуске журнала «Tryout» в ноябре 1925 года.

## Сюжет
Джордж Бёрч работает гробовщиком в деревушке в долине Пек. Он оказался запертым в склепе - порыв ветра захлопнул дверь. Бёрч решил выбраться через щелевидное окошко. Он выстроил гробы один на другой, чтобы дотянуться до окна. Бёрч поставил на самый верх прочный гроб Мэттью Феннера. Когда он встал на крышку гроба, трухлявое дерево треснуло и Бёрч провалился в гроб. Бёрч начал выбираться из гроба и вдруг почувствовал отчаянную боль. Бёрчу смог влезть в окошко и приползти к кладбищенской сторожке. Армингтон, кладбищенский смотритель, вызвал доктора Дэйвиса. Доктора взволновали и напугали увиденные раны.
В ту же ночь доктор Дэйвис исследует склеп и обнаруживает, что в самом верхнем гробу лежит тело Асафа Сойера, злого старика, которого недолюбливали из-за нечеловеческой мстительности и цепкой памяти на обиды. Первоначально гроб предназначался для коротышки  Мэттью Феннера, но гробовщик расчувствовался, вспомнив добрые и щедрые поступки старичка и сделал ему другой, более добротный, гроб, а в хлипком и уродливом ящике похоронили Асафа Сойера. Доктор ужаснулся и возмутился поступку гробовщика.
Оказывается, Бёрч отрубил лодыжки у Сойера, чтобы тело соответствовало размерам чужого гроба. Когда доктор внимательнее осмотрел ноги Бёрча, то понял, что раны на ногах на самом деле являются следами зубов покойника. Асаф мстил даже после смерти. После этого происшествия Бёрч сделался калекой, безудержно пьянствовал, сменил профессию, но никогда не обсуждал того, что с ним случилось.

## Вдохновение
Лавкрафт посвятил рассказ Чарльзу У. Смиту — редактору журнала Tryout, написав ему об этом в письме: «гробовщик, запертый в хранилище с гробами, из которого он так и не смог сбежать».
«Энциклопедия Лавкрафта» говорит, что «В убежище» настоящая история о сверхъестественной мести, которую писатель «пытался безуспешно написать в стиле мало связанной речи».

## Критика
Рассказ отклонил редактор «Weird Tales» в ноябре 1925 года, опасаясь, что «крайняя грубость не пройдет цензуру», как «Возлюбленные мертвецы» С. М. Эдди младшего.
После публикации в «Tryout» рассказ был предложен в «Ghost Stories» (очень грубом среди желтой прессы), который специализировался на «настоящих» рассказах о сверхъестественном, но ими был тоже отклонен.
Август Дерлет призвал Лавкрафта повторить рассказ в «Weird Tales» и опубликовал его в апреле 1932 года.

## Комментарии
1. ↑  Здесь и далее все имена и названия приводятся по переводу В. Кулагиной-Ярцевой.